# Julio Rodríguez Martínez
Julio Rodríguez Martínez (Armilla (Granada), 25 d'abril de 1928 - Santiago de Xile, 29 de gener de 1979) fou un professor universitari i Ministre d'Educació d'Espanya.

## Formació
Julio Rodríguez Martínez va ser Doctor en Ciències Químiques (1953) i en Farmàcia (1955) per la Universitat de Madrid, catedràtic de Cristal·lografia i Mineralogia en la Universitat de Salamanca (1962) i en la Universitat Autònoma de Madrid (1968), de la qual també va ser rector (1972-1973). Va estar vinculat al partit Força Nova, de Blas Piñar.

## Carrera política. Elcalendari julià
Membre de l'Opus Dei, procurador a Corts entre 1971 i 1977, va ser nomenat Ministre d'Educació del govern de Carrero Blanco el 9 de juny de 1973. En aquest mateix any va expulsar de la seva càtedra al seu company en la Universitat Autònoma de Madrid el filòsof marxista Carlos París i va tancar el seu departament. El 3 de gener de 1974, després de l'assassinat de l'almirall Carrero Blanco, va ser destituït,
A ell es deu una coneguda reforma del calendari acadèmic universitari, que igualava l'any natural amb l'any acadèmic, i que en to humorístic va ser denominat calendari julià. A Espanya l'any acadèmic ordinari per a tots els nivells d'ensenyament finalitza, aproximadament, el 30 de juny i comença, també aproximadament, entre mitjans de setembre i principis d'octubre, reservant-se les primeres setmanes de setembre per a exàmens de recuperació. La reforma de Julio Rodríguez Martínez establia el començament del curs el 7 de gener de cada any, finalitzant a la fi del mes de desembre. El canvi, que solament es va dur a terme per a primer curs de totes les universitats espanyoles, va implicar que el curs que havia de començar a l'octubre de 1973 comencés en gener de 1974, amb la qual cosa els estudiants afectats van tenir sis mesos de vacances. La mesura va produir el rebuig de la comunitat universitària i de l'administració de l'època. L'Ordre Ministerial que implantava el canvi va ser derogada al cap de pocs mesos per un Decret Ministerial del seu successor en el càrrec, Cruz Martínez Esteruelas, tornant totes les facultats universitàries espanyoles a recuperar el calendari ordinari al curs següent.

## Obres
- Julio Rodríguez Martínez, Juan de Dios López González. Introducción a la radiactividad. 2a edició.  Universidad Autónoma de Madrid, 1969. ISBN 978-84-600-0451-6.
- Julio Rodríguez Martínez, Ángel Hoyos de Castro. Dinamismo cristalino y cristalizaciones orientadas.  Real Academia de Farmacia, 1974.
- Julio Rodríguez Martínez. Aspectos de la investigación científica en cristalografía y mineralogía.  Universidad Autónoma de Madrid, 1969.
- Julio Rodríguez Martínez. La personalidad científica de José María Albareda, 1966.
- Julio Rodríguez Martínez. Actividad y dinamismo cristalino.  Universidad de Navarra, 1967.
- Julio Rodríguez Martínez. Apuntes de cristalquímica.  Universidad Autónoma de Madrid, 1970.
- Julio Rodríguez Martínez. Radiaciones nucleares, 1959.
- Julio Rodríguez Martínez, Ramón Coy-Ill, Miguel Ángel Hoyos Guerrero. Cristales y gemas: introducción básica a la gemología.  Fundación Universidad-Empresa, 1977. ISBN 978-84-600-0744-9.
- Julio Rodríguez Martínez. Impresiones de un ministro de Carrero Blanco. 2a edició.  Planeta, 1974. ISBN 978-84-320-6213-1.